# Leichtathletik-Europameisterschaften 1994/Kugelstoßen der Frauen

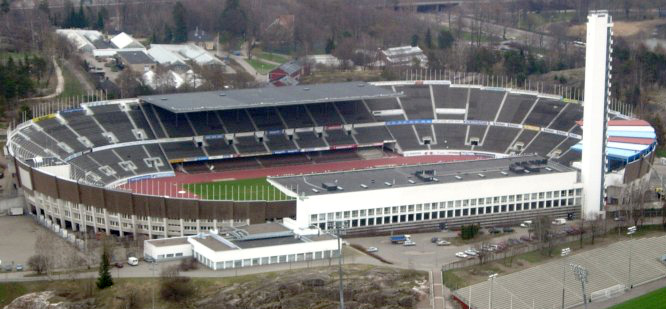
Das Olympiastadion von Helsinki im Jahr 2005

Das Kugelstoßen der Frauen bei den Leichtathletik-Europameisterschaften 1994 wurde am 7. August 1994 im Olympiastadion der finnischen Hauptstadt Helsinki ausgetragen.
Europameisterin wurde die Ukrainerin Wita Pawlysch, die später zweimal positiv auf Dopingmissbrauch getestet und zuletzt auf Lebenszeit gesperrt wurde. Sie gewann vor der deutschen Titelverteidigerin Astrid Kumbernuss. Die Bulgarin Swetla Mitkowa errang die Bronzemedaille.

## Bestehende Rekorde
| Weltrekord           | 22,63 m | Natalja Lissowskaja | Moskau, Sowjetunion (heute Russland) | 7. Juni 1987      |
| Europarekord         | 22,63 m | Natalja Lissowskaja | Moskau, Sowjetunion (heute Russland) | 7. Juni 1987      |
| Meisterschaftsrekord | 21,59 m | Ilona Slupianek     | EM Athen, Griechenland               | 6. September 1982 |

Der seit 1982 bestehende EM-Rekord der DDR-Athletin Ilona Slupianek blieb auch bei diesen Europameisterschaften völlig unangetastet. Die Bestleistung stammte aus einer Zeit mit erwiesener Dopingpraxis in der DDR. Die Rekordinhaberin Ilona Slupianek selber war 1977 positiv getestet worden. Die größte Weite erzielte die ukrainische Europameisterin Wita Pawlysch im Finale mit 19,61 m in ihrem ersten Versuch, womit sie 1,98 m unter dem Rekord blieb. Zum Welt- und Europarekord fehlten ihr 3,02 m.

## Qualifikation
7. August 1994
Zwanzig Wettbewerberinnen traten in zwei Gruppen zur Qualifikationsrunde an. Acht von ihnen (hellblau unterlegt) übertrafen die Qualifikationsweite für den direkten Finaleinzug von 18,00 m. Damit war die Mindestzahl von zwölf Finalteilnehmerinnen nicht erreicht. Das Finalfeld wurde mit den vier nächstplatzierten Sportlerinnen (hellgrün unterlegt) auf zwölf Kugelstoßerinnen aufgefüllt. So reichten für die Finalteilnahme schließlich 16,98 m.

### Gruppe A
| Platz | Name                   | Nation         | Weite (m) |
| ----- | ---------------------- | -------------- | --------- |
| 1     | Stephanie Storp        | Deutschland    | 18,85     |
| 2     | Larissa Peleschenko    | Russland       | 18,32     |
| 3     | Swetla Mitkowa         | Bulgarien      | 18,24     |
| 4     | Walentyna Fedjuschyna  | Ukraine        | 18,04     |
| 5     | Danguolé Urbikiené     | Litauen        | 17,22     |
| 6     | Marika Tuliniemi       | Finnland       | 17,05     |
| 7     | Natasha Erjavec        | Slowenien      | 16,98     |
| 8     | Maggie Lynes           | Großbritannien | 16,16     |
| 9     | Linda-Marie Mårtensson | Schweden       | 15,90     |
| 10    | Elvira Urusova         | Georgien       | 15,73     |

### Gruppe B
| Platz | Name               | Nation         | Weite (m) |
| ----- | ------------------ | -------------- | --------- |
| 1     | Astrid Kumbernuss  | Deutschland    | 18,41     |
| 2     | Anna Romanowa      | Russland       | 18,39     |
| 3     | Wita Pawlysch      | Ukraine        | 18,29     |
| 4     | Kathrin Neimke     | Deutschland    | 18,08     |
| 5     | Krystyna Danilczyk | Polen          | 17,98     |
| 6     | Karoliina Lundahl  | Finnland       | 16,82     |
| 7     | Myrtle Augee       | Großbritannien | 16,77     |
| 8     | Corrie de Bruin    | Niederlande    | 16,66     |
| 9     | Eha Rünne          | Estland        | 16,21     |
| 10    | Katarina Sederholm | Finnland       | 15,72     |

## Legende
Kurze Übersicht zur Bedeutung der Symbolik – so üblicherweise auch in sonstigen Veröffentlichungen verwendet:
| x | ungültig |

## Finale

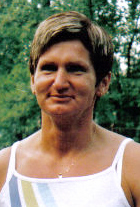
Krystyna Danilczyk erreichte Platz neun

7. August 1994
| Platz | Name                  | Nation      | Weite (m) | Versuchsserie der Medaillengewinnerinnen (m) | Versuchsserie der Medaillengewinnerinnen (m) | Versuchsserie der Medaillengewinnerinnen (m) | Versuchsserie der Medaillengewinnerinnen (m) | Versuchsserie der Medaillengewinnerinnen (m) | Versuchsserie der Medaillengewinnerinnen (m) |
| Platz | Name                  | Nation      | Weite (m) | 1. Versuch                                   | 2. Versuch                                   | 3. Versuch                                   | 4. Versuch                                   | 5. Versuch                                   | 6. Versuch                                   |
| ----- | --------------------- | ----------- | --------- | -------------------------------------------- | -------------------------------------------- | -------------------------------------------- | -------------------------------------------- | -------------------------------------------- | -------------------------------------------- |
| 1     | Wita Pawlysch         | Ukraine     | 19,61     | 19,61                                        | 19,24                                        | 18,88                                        | x                                            | x                                            | 19,04                                        |
| 2     | Astrid Kumbernuss     | Deutschland | 19,49     | 19,49                                        | x                                            | 18,44                                        | x                                            | x                                            | 19,11                                        |
| 3     | Swetla Mitkowa        | Bulgarien   | 19,49     | 18,87                                        | x                                            | 18,92                                        | 19,49                                        | 18,60                                        | 18,94                                        |
| 4     | Stephanie Storp       | Deutschland | 19,39     |                                              |                                              |                                              |                                              |                                              |                                              |
| 5     | Larissa Peleschenko   | Russland    | 19,01     |                                              |                                              |                                              |                                              |                                              |                                              |
| 6     | Kathrin Neimke        | Deutschland | 18,94     |                                              |                                              |                                              |                                              |                                              |                                              |
| 7     | Walentyna Fedjuschyna | Ukraine     | 18,91     |                                              |                                              |                                              |                                              |                                              |                                              |
| 8     | Anna Romanowa         | Russland    | 18,40     |                                              |                                              |                                              |                                              |                                              |                                              |
| 9     | Krystyna Danilczyk    | Polen       | 17,50     |                                              |                                              |                                              |                                              |                                              |                                              |
| 10    | Danguolé Urbikiené    | Litauen     | 17,37     |                                              |                                              |                                              |                                              |                                              |                                              |
| 11    | Marika Tuliniemi      | Finnland    | 16,71     |                                              |                                              |                                              |                                              |                                              |                                              |
| 12    | Natasha Erjavec       | Slowenien   | 16,34     |                                              |                                              |                                              |                                              |                                              |                                              |

## Videolinks
- 4709 European Track & Field Shot Put Women Viktoriya Pavlysh, youtube.com, abgerufen am 4. Januar 2023
- 4710 European Track & Field Shot Put Women Astrid Kumbernuss, youtube.com, abgerufen am 4. Januar 2023
- 4711 European Track & Field Shot Put Women Svetla Mitkova, youtube.com, abgerufen am 4. Januar 2023